# Hangmester
A hangmester egy határterületi tudomány és médiaművészeti ág, a hangtechnika középfokú szintű művelője. A Szakképesítéssel művelhető szakmák, munkaterületek: élő koncert hangosító; filmhang-, videóhang-, és hangesemény felvevő; film-, és videószinkron készítő; stúdió hangtechnikus; zenész, saját MIDI stúdióval; videó-, és rádióstúdió technikus; adáslebonyolító hangtechnikus (rádió, TV, internet); szakirányú kereskedő és üzletkötő; hangkönyvtár kezelő; kapcsolótermi technikus. A hangmester/hangtechnikus/hangmérnök-képzés Magyarországon több, mint 20 éves múltra visszatekintő, ma már OKJ-ként működő képzési ág.